# Robert Edeson
Robert Edeson (3 de junio de 1868 – 24 de marzo de 1931) fue un actor teatral y cinematográfico estadounidense, activo en la época del cine mudo. 

## Biografía
Nacido en Nueva Orleans, Louisiana, debutó en el cine en 1912, consiguiendo su primer gran éxito en 1914, cuando protagonizó la película de Cecil B. DeMille The Call of the North.
Edeson reemplazó al actor Rudolph Christians en Esposas frívolas (1922) de Erich von Stroheim, tras haber fallecido Christians a causa de una neumonía. Edeson solo mostraba su espalda a la cámara, a fin de no alterar las secuencias rodadas por Christians, y que debían utilizarse para acabar el film. 
Edeson fue también actor teatral, trabajando en diversas producciones del circuito de Broadway. 
Robert Edeson falleció en 1931 en Hollywood, California, a causa de una enfermedad cardiaca, el mismo día que su amigo, el actor de carácter Charles Clary. Sus restos fueron incinerados, y las cenizas esparcidas en el Cementerio Hollywood Forever.

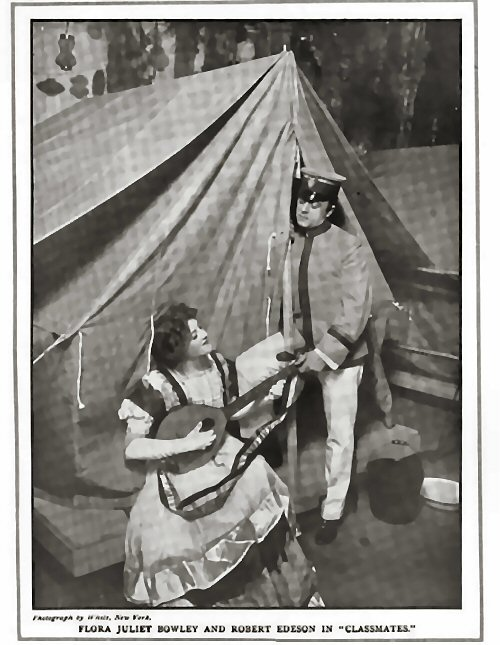
Robert Edeson

## Selección de su filmografía

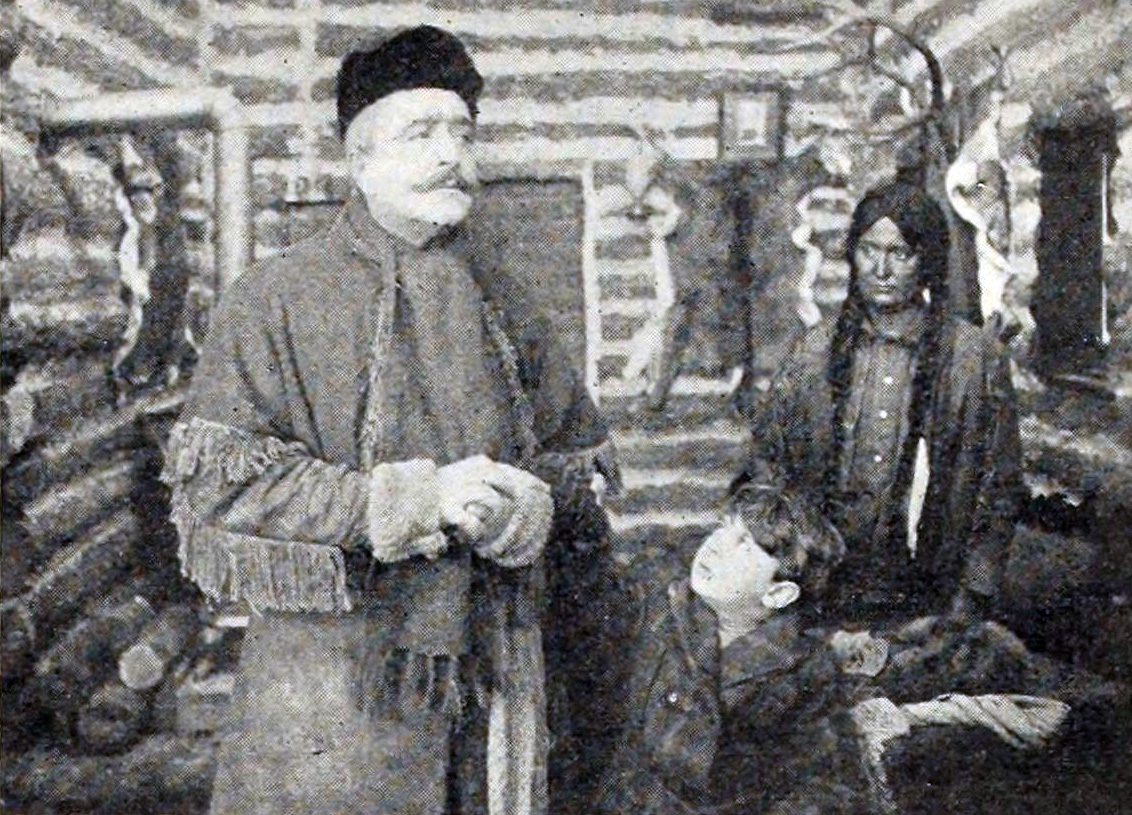
Fathers of Men (1916)

- 1912 : The Colonel's Peril, de Francis Ford y Thomas H. Ince
- 1912 : The Hidden Trail, de Francis Ford
- 1912 : On the Firing Line, de Francis Ford
- 1912 : His Message, de Thomas H. Ince
- 1912 : On Secret Service, de Walter Edwards
- 1912 : When Lee Surrenders, de Thomas H. Ince
- 1913 : The Mosaic Law, de Thomas H. Ince
- 1913 : With Lee in Virginia, de William J. Bauman
- 1914 : The Call of the North, de Oscar Apfel y Cecil B. DeMille
- 1922 : The Prisonner of Zenda, de Rex Ingram
- 1923 : To the Last Man, de Victor Fleming
- 1923 : The Spoilers, de Lambert Hillyer
- 1923 : Los diez mandamientos, de Cecil B. DeMille
- 1924 : Thy Name Is Woman, de Fred Niblo
- 1924 : Triumph, de Cecil B. DeMille
- 1924 : Feet of Clay, de Cecil B. DeMille
- 1925 : The Golden Bed, de Cecil B. DeMille
- 1925 : The Prairie Pirate, de Edmund Mortimer
- 1925 : Locked Doors, de William C. de Mille
- 1926 : The Blue Eagle, de John Ford
- 1926 : The Volga Boatman, de Cecil B. DeMille
- 1927 : Altars of Desire, de Christy Cabanne
- 1927 : El Rey de reyes, de Cecil B. DeMille
- 1928 : Walking Back, de Rupert Julian y Cecil B. DeMille
- 1930 : Danger Lights, de George B. Seitz